# Ацилій Север
Ацилій Север (Acilius Severus, д/н —після 326) — державний та військовий діяч Римської імперії.

## Біографія
Походив зі стану вершників. Народився в одній з іспанських провінцій. Був прихильником Костянтина I. У 316–317 роках  очолював провінцію Тарраконську Іспанію. У 317 році стає вікарієм Італії. У 322–323 роках обіймав посаду преторіанського префекта в Македонії та Греції. У 323 році призначений консулом (разом з Ветієм Руфіном). У 325–326 роках був префектом Риму. Подальша доля не відома.